# Kabinet-Fagerholm III
Het kabinet–Fagerholm III was de regering van de Republiek Finland van 30 augustus 1958 tot 13 januari 1959.

## Kabinet–Fagerholm III (1958–1959)
| Ambtsbekleder                   | Ambtsbekleder         | Ambtsbekleder                     | Functie(s)                         | Ambtstermijn     | Ambtstermijn     | Partij(en)                     |
| ------------------------------- | --------------------- | --------------------------------- | ---------------------------------- | ---------------- | ---------------- | ------------------------------ |
|                                 | Karl-August Fagerholm | Karl-August Fagerholm (1901–1984) | Premier                            | 30 augustus 1958 | 13 januari 1959  | Sociaal- Democratische Partij  |
| Minister van Buitenlandse Zaken | Karl-August Fagerholm | Karl-August Fagerholm (1901–1984) | 12 december 1958                   |                  | 13 januari 1959  | Sociaal- Democratische Partij  |
|                                 | Johannes Virolainen   | Johannes Virolainen (1914–2000)   | Vicepremier                        | 30 augustus 1958 | 12 december 1958 | Centrumpartij                  |
| Minister van Buitenlandse Zaken | Johannes Virolainen   | Johannes Virolainen (1914–2000)   |                                    | 30 augustus 1958 | 12 december 1958 | Centrumpartij                  |
|                                 | Onni Hiltunen         | Onni Hiltunen (1895–1971)         | Vicepremier                        | 12 december 1958 | 13 januari 1959  | Sociaal- Democratische Partij  |
| Minister van Economische Zaken  | Onni Hiltunen         | Onni Hiltunen (1895–1971)         | 30 augustus 1958                   |                  | 13 januari 1959  | Sociaal- Democratische Partij  |
|                                 | Atte Pakkanen         | Atte Pakkanen (1912–1994)         | Minister van Binnenlandse Zaken    | 30 augustus 1958 | 13 januari 1959  | Centrumpartij                  |
|                                 | Päiviö Hetemäki       | Päiviö Hetemäki (1913–1980)       | Minister van Financiën             | 30 augustus 1958 | 13 januari 1959  | Nationale Coalitiepartij       |
|                                 |                       | Sven Högström (1908–1995)         | Minister van Justitie              | 30 augustus 1958 | 13 januari 1959  | Zweedse Volkspartij in Finland |
|                                 | Toivo Wiherheimo      | Toivo Wiherheimo (1898–1970)      | Minister van Defensie              | 30 augustus 1958 | 13 januari 1959  | Nationale Coalitiepartij       |
|                                 | Väinö Leskinen        | Väinö Leskinen (1917–1972)        | Minister van Sociale Zaken         | 30 augustus 1958 | 13 januari 1959  | Sociaal- Democratische Partij  |
|                                 | Kaarlo Kajatsalo      | Kaarlo Kajatsalo (1909–1988)      | Minister van Onderwijs             | 30 augustus 1958 | 13 januari 1959  | Finse Volkspartij              |
|                                 |                       | Kusti Eskola (1911–2003)          | Minister van Transport             | 30 augustus 1958 | 13 januari 1959  | Centrumpartij                  |
|                                 | Martti Miettunen      | Martti Miettunen (1907–2002)      | Minister van Landbouw              | 30 augustus 1958 | 14 november 1958 | Centrumpartij                  |
|                                 | Urho Kähönen          | Urho Kähönen (1910–1984)          | Minister van Landbouw              | 14 november 1958 | 13 januari 1959  | Centrumpartij                  |
| Ministers zonder portefeuille   |                       |                                   |                                    |                  |                  |                                |
| Ambtsbekleder                   | Ambtsbekleder         | Ambtsbekleder                     | Functie(s)                         | Ambtstermijn     | Ambtstermijn     | Partij(en)                     |
|                                 | Mauno Jussila         | Mauno Jussila (1908–1988)         | Minister voor Belastingzaken       | 30 augustus 1958 | 13 januari 1959  | Centrumpartij                  |
|                                 | Rafael Paasio         | Rafael Paasio (1903–1980)         | Minister voor Maatschappelijk Werk | 30 augustus 1958 | 13 januari 1959  | Sociaal- Democratische Partij  |
|                                 | Olavi Lindblom        | Olavi Lindblom (1911–1990)        | Minister voor Openbare Werken      | 30 augustus 1958 | 13 januari 1959  | Sociaal- Democratische Partij  |
|                                 | Niilo Kosola          | Niilo Kosola (1911–1996)          | Minister voor Agrarische Zaken     | 30 augustus 1958 | 13 januari 1959  | Nationale Coalitiepartij       |